# 哈舒里

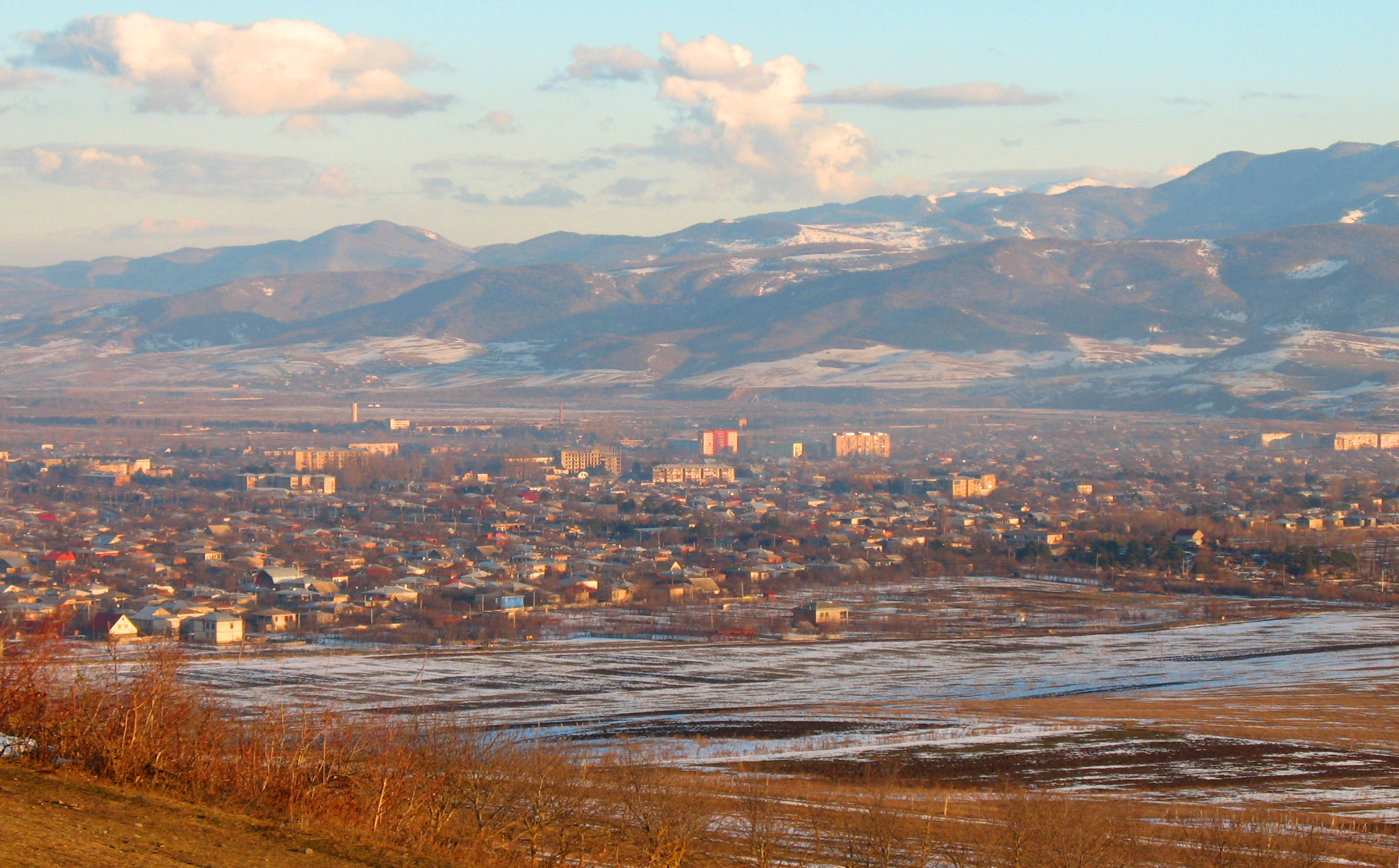
哈舒里

哈舒里是喬治亞中部内卡尔特利大区哈舒里市鎮的城鎮及其行政中心。位於庫拉河畔，始建於1872年，海拔高度700公尺，2014年人口26,135。2000年5月，該鎮豎立高2.5公尺的史達林紀念像。

## 外部連結
- 哈舒里市鎮官方网站 （页面存档备份，存于） （格鲁吉亚文）